# 伊索姆
伊索姆（法語：Isômes，法語發音：[isom]）是法国上马恩省的一个市镇，属于朗格勒区。

## 地理
伊索姆（47°38'46"N, 5°18'15"E）面积10.63 平方千米，位于法国大東部大區上马恩省，该省份为法国东北部内陆省份，北起马恩省和默兹省，西接奥布省，西南接科多尔省，东南接上索恩省，东临孚日省。
与伊索姆接壤的市镇（或旧市镇、城区）包括：舒瓦耶-达尔德奈、屈塞、奥克塞、勒蒙索若奈。

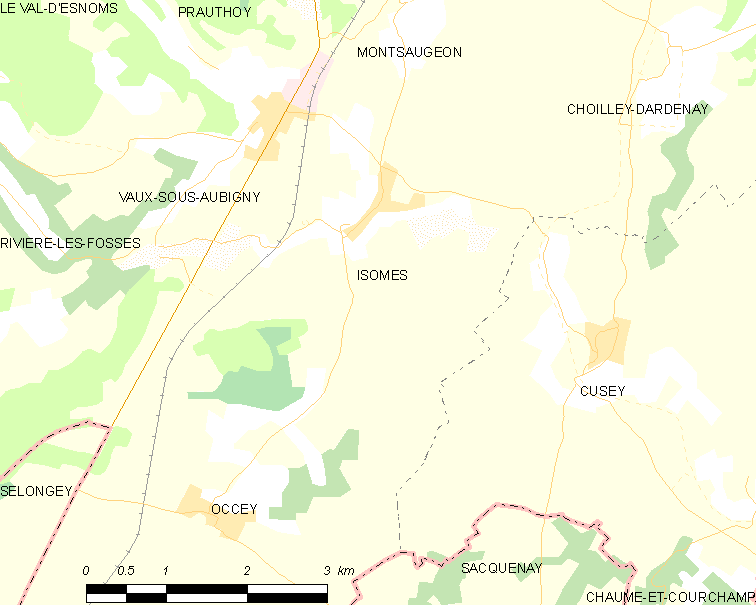
伊索姆的OSM定位图

伊索姆的时区为UTC+01:00、UTC+02:00（夏令时）。

## 行政
伊索姆的邮政编码为52190，INSEE市镇编码为52249。

## 政治
伊索姆所属的省级选区为维勒居西安勒拉克县。

## 人口

1962-2008年间伊索姆人口变化图示

伊索姆于2022年1月1日时的人口数量为147人。